# Tumor odontogênico escamoso
O tumor odontogênico escamoso (TOE) é uma neoplasia odontogênica benigna originária do epitélio odontogênico.  Descrito pela primeira vez em 1975, é considerado o mais raro dos tumores odontogênicos benignos, com menos de 50 casos relatados na literatura. Apesar de benigno, o TOE é localmente infiltrativo e pode ser confundido com outras lesões odontogênicas, como o ameloblastoma.

## Sinais e sintomas
O TOE tende a ser assintomático, de crescimento lento e intraósseo. Em alguns casos, pode estar associado à expansão da cortical óssea, dor, edema do processo alveolar, e mobilidade dentária. Lesões na maxila tendem a ser clinicamente mais agressivas. A maior parte dos TOE são centrais (intraósseos), mas há relatos de casos periféricos na literatura.
Clinicamente e radiograficamente, o TOE pode mimetizar condições mais comuns como periodontite crônica ao causar mobilidade dentária.

## Aspectos radiográficos e histológicos
Radiograficamente, a forma mais comum do TOE é uma lesão radiolúcida unilocular de aspecto triangular ou semicircular entre ou ao redor das raízes de dentes vitais. Nesses casos, pode ser facilmente confundida com perda óssea de origem periodontal.
Em outros casos, o TOE também pode se apresentar como uma lesão uni ou multilocular de aspecto radiolúcido que mimetiza lesões odontogênicas e não odontogênicas, podendo estar associado a dentes inclusos ou empurrando as paredes do seio maxilar.
O diagnóstico diferencial radiográfico inclui uma grande gama de outras lesões:
- Cistos odontogênicos do desenvolvimento: cisto periodontal lateral, cisto dentígero, cisto odontogênico glandular, queratocisto odontogênico;
- Cistos odontogênicos inflamatórios: cisto radicular e cisto residual;
- Tumores odontogênicos: tumor odontogênico adenomatoide, fibroma odontogênico, ameloblastoma;
- Doenças hematológicas: histiocitose de células de Langerhans e mieloma múltiplo;
- Lesões intraósseas: lesão central de células gigantes;
- Metástases tumorais.

Histologicamente, o TOE possui ilhotas de tecido epitelial escamoso bem diferenciado, num estroma que pode ter uma quantidade de colágeno variável. Seu aspecto histológico é bem distinto, porque as células das ilhotas, mesmo na periferia, tendem a ser escamosas ou ligeiramente cuboidais, sem exibir núcleo em polarização reversa ou organização em paliçada, como no ameloblastoma. Pode haver queratinização. Ele se diferencia da variante maligna, o carcinoma odontogênico esclerosante, por não possui atipia celular.

## Causas
As causas do TOE ainda são desconhecidas, e apesar de casos familiares serem relatados, a susceptibilidade genética não é considerada preponderante. Teoriza-se que a diferenciação celular dos remanescentes da lâmina dentária (restos epiteliais de Serres), dos restos epiteliais de Malassez, ou do epitélio gengival estejam relacionados à sua etiologia. Sabe-se que os receptores Notch e seus ligantes fazem parte do mecanismo de citodiferenciação do TOE.

## Epidemiologia
É considerado o mais raro dos tumores odontogênicos benignos, representando entre 0 a 2% dos tumores odontogênicos. Afeta mais os pacientes entre 30 e 40 anos de idade, com ligeira predileção por homens, e distribuição igual em mandíbula e maxila. Na maxila, afeta mais a região anterior, e na mandíbula afeta mais a região posterior.

## Diagnóstico
O diagnóstico do TOE requer exame anatomopatológico, pela semelhança clínica e radiográfica do tumor a outras doenças.
O diagnóstico diferencial inclui:
- Ameloblastoma acantomatoso e desmoplásico;
- Carcinoma odontogênico esclerosante;
- Cisto dentígero;
- Cisto periodontal lateral.

## Prognóstico e tratamento
O prognóstico da lesão é favorável, e o tratamento consiste em ressecção cirúrgica conservadora, como enucleação ou curetagem. Porém, recomenda-se que tumores maxilares sejam removidos radicalmente, pelo comportamento mais agressivo. Pode haver recidiva, portanto recomenda-se o acompanhamento a longo prazo. Há relato de transformação maligna do TOE.